# Gustavo Alatriste
Gustavo Alatriste Rodríguez (Puerto Vallarta, Jalisco, 25 de agosto de 1922-Houston, Texas, 22 de julio de 2006) fue un actor, productor, escritor y director de cine mexicano.

## Biografía
Contador público de profesión y hombre de negocios, inició su carrera en el cine mexicano al producir la cinta de Luis Buñuel, Viridiana (1961), protagonizada por su entonces esposa, la actriz Silvia Pinal. Esta cinta se considera una de las mejores del cine español, pues obtuvo la Palma de Oro en el festival de Cannes en 1961 y el Gran Premio de UCC en 1962 y fue la primera de tres filmes realizados por el trío Alatriste-Buñuel-Pinal. Los otros son El ángel exterminador (1962) y Simón del desierto (1965).
En la década de 1980 fue vicepresidente de la Cámara Nacional de la Industria Cinematográfica (CANACINE). Además fundó la empresa Alatriste, que en la actualidad existe como Plaza Condesa en Ciudad de México.
Alatriste falleció en 2006, después de luchar muchos años contra un cáncer pancreático, en Houston, Texas.

## Productor
- Toña, nacida virgen (1982)
- La casa de Bernarda Alba (1980)
- La grilla (1980)
- Human (1976)
- Tecnologías pesqueras (1975)
- Quien resulte responsable (1971)
- La güera Xóchitl (1971)
- Simón del desierto (1965)
- El ángel exterminador (1962)
- Viridiana (1961)

## Director
- La combi asesina (1982)
- Historia de una mujer escandalosa (1982)
- Toña, nacida virgen (1982)
- Aquel famoso Remington (1981)
- La casa de Bernarda Alba (1982)
- La grilla (1979)
- En la cuerda del hambre (1978)
- México, México, ra, ra, ra (1975)
- Las tecnologías pesqueras (1975)
- Los privilegiados (1973)
- Entre violetas (1973)
- Victorino (Las calles no se siembran) (1973)
- Human (1971)
- Q.R.R (Quien resulte responsable) (1970)
- Los adelantados (Citintabchén) (1969)

## Actor
- Historia de una mujer escandalosa (1982)
- Aquel famoso Remington (1981)
- Victorino (Las calles no se siembran) (1973)

## Escritor
- Aquel famoso Remington (1981)